# Intel·ligència artificial amigable
La intel·ligència artificial amigable (també IA amigable o FAI ) és una hipotètica intel·ligència artificial general (AGI) que tindria un efecte positiu (benigne) sobre la humanitat o almenys s'alinearia amb els interessos humans o contribuiria a fomentar la millora de l'espècie humana. Forma part de l'ètica de la intel·ligència artificial i està estretament relacionada amb l'ètica de les màquines. Si bé l'ètica de les màquines s'ocupa de com s'ha de comportar un agent intel·ligent artificialment, la investigació amistosa d'intel·ligència artificial se centra en la manera pràctica d'aconseguir aquest comportament i garantir que es restringeixi adequadament.

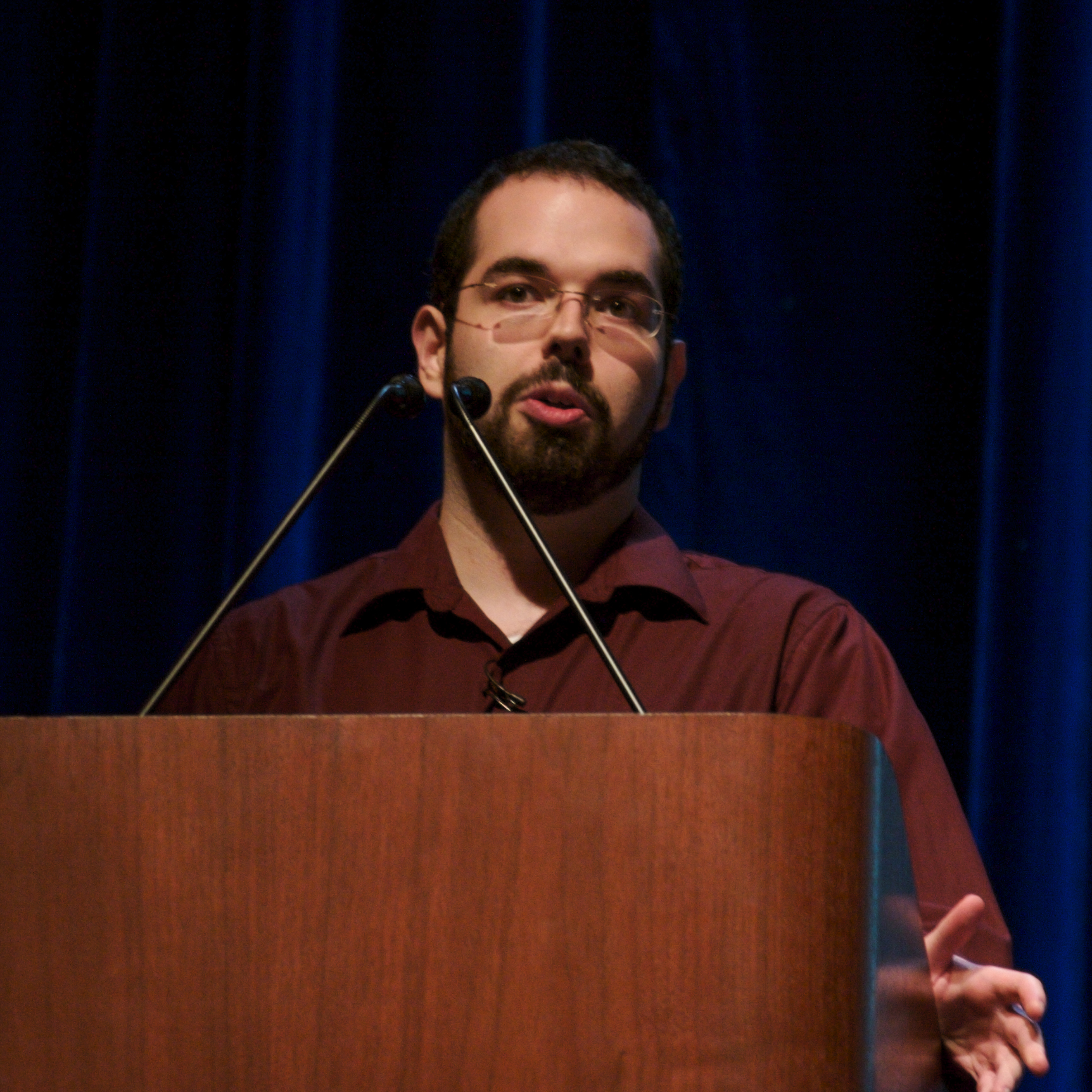
Eliezer Yudkowsky, investigador d'IA i creador del terme

## Etimologia i ús
El terme va ser encunyat per Eliezer Yudkowsky, que és més conegut per popularitzar la idea, per parlar d'agents artificials superintel·ligents que implementen de manera fiable els valors humans. El principal llibre de text d'intel·ligència artificial de Stuart J. Russell i Peter Norvig, Artificial Intelligence: A Modern Approach, descriu la idea:
Yudkowsky (2008) entra en més detall sobre com dissenyar una IA amigable. Afirma que l'amabilitat (un desig de no fer mal als humans) s'hauria de dissenyar des del principi, però que els dissenyadors haurien de reconèixer que els seus propis dissenys poden tenir defectes i que el robot aprendrà i evolucionarà amb el temps. Per tant, el repte és el de disseny de mecanismes — definir un mecanisme per fer evolucionar els sistemes d'IA sota un sistema de controls i equilibris, i donar als sistemes funcions d'utilitat que es mantindran amigables davant d'aquests canvis.
"Amic" s'utilitza en aquest context com a terminologia tècnica i selecciona agents que són segurs i útils, no necessàriament "amistosos" en el sentit col·loquial. El concepte s'invoca principalment en el context de discussions sobre agents artificials que es milloren de manera recursiva i que esclaten ràpidament en intel·ligència, sobre la base que aquesta tecnologia hipotètica tindria un impacte gran, ràpid i difícil de controlar en la societat humana.

## Riscos d'una IA hostil
Les arrels de la preocupació per la intel·ligència artificial són molt antigues. Kevin LaGrandeur va demostrar que els perills específics de la IA es poden veure en la literatura antiga sobre servidors humanoides artificials com el golem, o els proto-robots de Gerbert d'Aurillac i Roger Bacon. En aquestes històries, la intel·ligència i el poder extrems d'aquestes creacions humanoides xoquen amb el seu estatus d'esclaus (que per naturalesa es consideren infrahumans) i provoquen un conflicte desastrós. El 1942, aquests temes van impulsar a Isaac Asimov a crear les "Tres lleis de la robòtica": principis connectats a tots els robots de la seva ficció, amb la intenció d'evitar que s'enfrontessin als seus creadors o que els permetessin fer mal.
En els temps moderns, a mesura que s'acosta la perspectiva d'una IA superintel·ligent, el filòsof Nick Bostrom ha dit que els sistemes d'IA superintel·ligent amb objectius que no estan alineats amb l'ètica humana són intrínsecament perillosos tret que es prenguin mesures extremes per garantir la seguretat de la humanitat. Ho va dir així:
Bàsicament, hauríem de suposar que una "superintel·ligència" seria capaç d'aconseguir els objectius que tingui. Per tant, és extremadament important que els objectius que el dotem, i tot el seu sistema de motivació, siguin "amigables".